# ドリームジャーニー
ドリームジャーニー（欧字名:Dream Journey、2004年2月24日 - ）は、日本の競走馬、種牡馬。主な勝ち鞍は2006年の朝日杯フューチュリティステークス、2009年の宝塚記念、有馬記念。
全弟にクラシック三冠を達成し、GI競走を6勝したオルフェーヴルがいる。

## 競走馬時代

### 出自-デビュー前
母・オリエンタルアート（父メジロマックイーン）は現役時代ダートを中心に23戦3勝。父・ステイゴールド（父サンデーサイレンス）は生涯戦績50戦7勝、香港ヴァーズの勝ち馬で2003年に種牡馬入りし、本馬は2年目の産駒。
馬名の意味は「夢のような旅路」で、父・ステイゴールドの香港表記が『黄金旅程』と表されることからの連想。

### 2歳（2006年）
2歳の夏に新潟競馬場の新馬戦で蛯名正義を鞍上にデビューして初勝利を挙げると、次走の芙蓉ステークスで2勝目を挙げた。初の重賞参戦となった東京スポーツ杯2歳ステークスでは出遅れや掛かる癖が響き、フサイチホウオーの3着に敗れた。朝日杯フューチュリティステークスでは、出遅れたものの最後方から直線で一気に他馬を抜き去り優勝した。同競走の歴代優勝馬で、最も軽い馬体重 (416kg)での優勝となった。体型は小柄で、直線で鋭い脚を使う馬であり、2歳時の4戦とも出走メンバー中最速上がりを記録した。
朝日杯フューチュリティステークスを制覇したことが評価され、2006年のJRA賞で最優秀2歳牡馬に選出された。

### 3歳（2007年）
3歳の初戦は弥生賞から。シンザン記念を勝ったアドマイヤオーラに続く2番人気になった。レースは中団から進み、最後の直線で伸びてくるも、進路を妨害される不利を受けたことも影響し、3着に敗れた。皐月賞ではヴィクトリーの8着に敗れ、続く第74回東京優駿では、直線で鋭い伸び脚を見せたもののウオッカの5着に敗れた。
秋は神戸新聞杯から始動し、父のステイゴールドや母の父のメジロマックイーンにも騎乗経験がある武豊に乗り替わっての出走となった。レースでは、スタートから後方に位置すると、最後の直線では前を行く馬をまとめて後方から差しきり、重賞2勝目を収めた。続いて第68回菊花賞に2番人気で出走。道中は最後方から進み、3コーナーあたりから進出を開始するものの、直線では前を行く馬を捉えることができずアサクサキングスの5着に敗れた。
なお、第1希望で香港ヴァーズ、第2希望で香港カップに予備登録を行っていたが、馬インフルエンザの影響で検疫期間が1ヶ月かかることから10月23日に回避することが発表された。
菊花賞後はグリーンウッド・トレーニングへ短期放牧に出され、帰厩後に鳴尾記念に出走。初の単勝1番人気に支持されるものの、直線で伸びきれず8着に敗れた。レース後の12月11日に島上牧場経由でグリーンウッドにリフレッシュ放牧に出された。

### 4歳（2008年）
4月4日に栗東トレーニングセンターへ帰厩し、マイラーズカップで復帰。しかしスタートで出遅れ、14着。次走は安田記念に池添謙一の騎乗で出走するが10着だった。
8月3日の小倉記念、当初は武豊騎乗を予定していたが騎乗停止になったため、池添謙一が再び手綱を取った。レースは最後の直線に出たところで先に抜け出したダイシングロウを捉え、神戸新聞杯以来の勝利を飾った。
秋競馬の初戦は9月15日の朝日チャレンジカップを選び、トーホウアランを3/4馬身抑えて重賞連勝を飾り、天皇賞・秋へ向けて好スタートを切る。しかし、天皇賞・秋では10着だった。12月28日の第53回有馬記念では4着だった。

### 5歳（2009年）

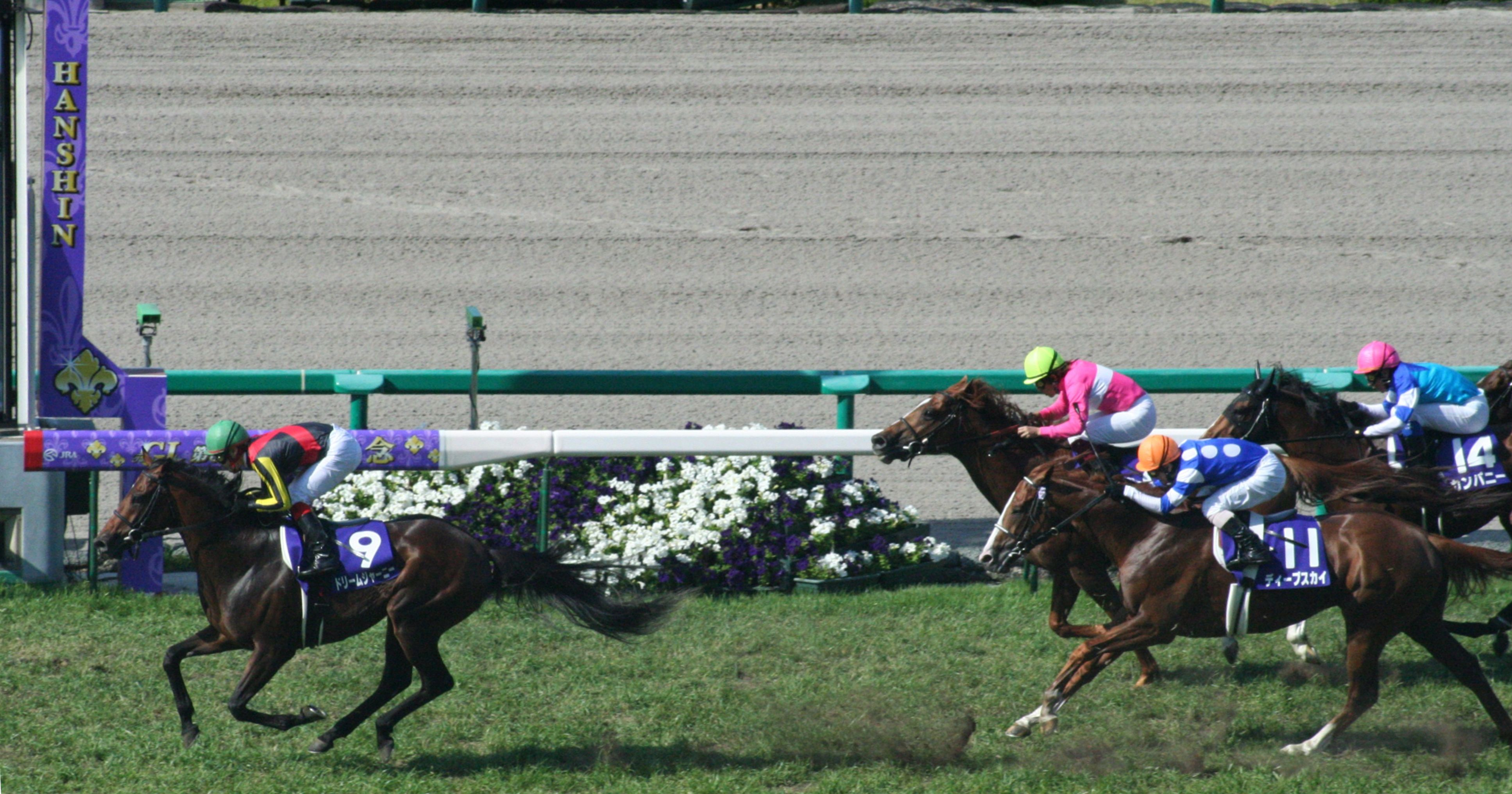
第50回宝塚記念（2009年6月28日）

2009年は、1月25日のアメリカジョッキークラブカップから始動、1番人気に支持されるも直線では伸びず8着に敗れた。中山記念では直線鋭く伸びるも、前を行くカンパニーをわずかに捉えられず2着に敗れた。産経大阪杯では3番人気に支持され、最終直線の2ハロンで先頭に立つと、1番人気のディープスカイとの追い比べを制し、重賞5勝目を挙げた。
その後は春の大目標として金鯱賞を挟み、宝塚記念を目指す予定だったが、状態が良いことから急きょ天皇賞（春）への参戦を決める。レースは菊花賞以来久々の長距離レースとなったが、先行勢が潰れるという展開から、最終直線で大外から鋭く伸びて3着に入った。
6月28日、春の大目標であった宝塚記念では、ディープスカイが単勝1.6倍の圧倒的1番人気に推される一強ムードの中2番人気で出走。レースはコスモバルクが大逃げを打つ中で中団待機策を取り、最後の直線で抜け出すとディープスカイ、サクラメガワンダーらの追走を振り切り優勝。2年半ぶりのGI競走制覇を果たした。
休養を挟み、9月27日のオールカマーでは1番人気に支持され、レースでは中団追走から最後の直線で追い上げてくるも逃げるマツリダゴッホを捉えることができず2着に敗れた。
11月1日の天皇賞（秋）では、ウオッカ、シンゲン、オウケンブルースリに次ぐ4番人気で出走。最後方あたりからレースを進めたが、カンパニーの6着に敗れた。
12月27日、第54回有馬記念（グランプリ）に出走。最初の900mが52.2秒のハイペースで逃げる中、最後方待機策から徐々に進出し、直線でブエナビスタを外からかわして優勝。父ステイゴールド、母父メジロマックイーンが共に敗れていた競走を制した。
なお、春秋のグランプリ制覇はグレード制度導入以降、イナリワン（1989年）、メジロパーマー（1992年）、グラスワンダー（1999年）、テイエムオペラオー（2000年）、ディープインパクト（2006年）に続いて6頭目となった。出走時馬体重426kgは2006年ディープインパクトの438kgを下回り、グレード制導入以降では最も軽い優勝馬となった。また、管理調教師の池江泰寿の父、池江泰郎もディープインパクトで春秋グランプリを制覇しており、史上初の春秋グランプリ親子調教師制覇となった。
春秋グランプリ制覇が評価され、この年のJRA賞最優秀4歳以上牡馬に選出された。

### 6歳（2010年）
2月20日の京都記念から始動。中団のやや後ろからレースを進め、直線でじわじわと末脚を伸ばすもののブエナビスタの3着に敗れた。4月4日の産経大阪杯では単勝1.2倍の圧倒的1番人気で出走。スタートで出遅れて後方からレースを進め、4コーナーで捲り気味に進出して直線で大外から追い上げたが好位から抜け出したテイエムアンコールを捉えきれず3着に敗れた。
その後は天皇賞（春）を目指していたが、4月24日の朝の追い切り後に右前脚の球節に腫れが見られたため、大事をとって回避することになった。骨や腱に異常は無かったため症状は軽かったという。その後、連覇がかかった6月27日の宝塚記念に4番人気で出走、道中後方からレースを進め最後の直線で懸命に追い込んでくるも届かずナカヤマフェスタの4着に敗れた。
秋緒戦は9月26日のオールカマーに出走。スタートで出遅れるも徐々にポジションを上げ、最後の直線で追い上げるもシンゲンの2着だった。その後、出走予定であった秋の天皇賞を脚部不安で回避した。12月26日の第55回有馬記念ではスタートで出遅れ、そのまま後方でレースを進めたがスローペースの中13着と大敗した。

### 7歳（2011年）
2011年4月3日の産経大阪杯で始動。出遅れて後方からレースを進めたが9着に敗れた。その後、6月26日の宝塚記念に出走、スタートで出遅れ後方でレースを進めたが10着と大敗した。レース後、管理していた池江泰寿は同馬について「闘争心がなくなった」と引退させる意向を明らかにし、6月30日付で競走馬登録を抹消された。引退式は9月19日に札幌競馬場で行われた。

## 種牡馬時代
2011年7月7日に社台スタリオンステーションに到着。2012年より種牡馬生活に入る。初年度の種付料は200万円。初年度は95頭と中々の種付け数を集めたものの小柄な体が災いして種付けが下手と言う欠点があり、競走馬として登録された馬は36頭にとどまった。その後も50頭から70頭の種付けを集めていたものの2016年には種付けシーズン途中に骨折事故を起こして種付け数が激減した。初年度産駒は2015年にデビュー。2017年の駿蹄賞をドリームズラインが制して産駒の初重賞制覇を果たす。同馬はその後東海ダービーと岐阜金賞も制し、東海三冠馬となっている。2020年のダイヤモンドステークスをミライヘノツバサが制して種牡馬入りから8年で産駒の中央重賞初制覇となった。

### 主な産駒

#### グレード制重賞優勝馬
- 2013年産
  - ミライヘノツバサ（2020年ダイヤモンドステークス）
- 2017年産
  - ヴェルトライゼンデ（2022年鳴尾記念、2023年日経新春杯）[64]
- 2018年産
  - スルーセブンシーズ（2023年中山牝馬ステークス）[65]

#### 地方重賞優勝馬
- 2014年産
  - ドリームズライン（2017年東海三冠【駿蹄賞、東海ダービー、岐阜金賞】）

## 競走成績
| 年月日 | 年月日 | 年月日 | 競馬場 | 競走名             | 格     | 頭 数 | 枠 番 | 馬 番 | オッズ （人気） | 着順 | 騎手     | 斤量 [kg] | 距離（馬場）  | タイム （上り3F） | タイム 差 | 勝ち馬/（2着馬）       |
| 2006.  | 9.     | 3      | 新潟   | 2歳新馬            |        | 18    | 7     | 15    | 7.1（02人）     | 1着  | 蛯名正義 | 54        | 芝1400m（良） | 1:23.8 (35.3)     | 0.0       | （デスコベルタ）       |
|        | 9.     | 30     | 中山   | 芙蓉S              | OP     | 13    | 5     | 6     | 6.7（03人）     | 1着  | 蛯名正義 | 54        | 芝1600m（良） | 1:35.2 (34.0)     | -0.2      | （ローズオットー）     |
|        | 11.    | 18     | 東京   | 東京スポーツ杯2歳S | GIII   | 12    | 6     | 8     | 3.7（02人）     | 3着  | 蛯名正義 | 55        | 芝1800m（良） | 1:48.8 (33.7)     | 0.1       | フサイチホウオー       |
|        | 12.    | 10     | 中山   | 朝日杯FS           | GI     | 15    | 2     | 3     | 6.7（02人）     | 1着  | 蛯名正義 | 55        | 芝1600m（良） | 1:34.4 (34.0)     | -0.1      | （ローレルゲレイロ）   |
| 2007.  | 3.     | 4      | 中山   | 弥生賞             | JpnII  | 14    | 5     | 7     | 4.4（02人）     | 3着  | 蛯名正義 | 56        | 芝2000m（良） | 2:00.8 (34.9)     | 0.3       | アドマイヤオーラ       |
|        | 4.     | 15     | 中山   | 皐月賞             | JpnI   | 18    | 3     | 6     | 8.5（03人）     | 8着  | 蛯名正義 | 57        | 芝2000m（良） | 2.00.5 (34.1)     | 0.6       | ヴィクトリー           |
|        | 5.     | 27     | 東京   | 東京優駿           | JpnI   | 18    | 4     | 8     | 32.8（08人）    | 5着  | 蛯名正義 | 57        | 芝2400m（良） | 2.25.4 (33.1)     | 0.9       | ウオッカ               |
|        | 9.     | 23     | 阪神   | 神戸新聞杯         | JpnII  | 15    | 8     | 14    | 4.2（03人）     | 1着  | 武豊     | 56        | 芝2400m（良） | 2.24.7 (34.5)     | -0.1      | （アサクサキングス）   |
|        | 10.    | 21     | 京都   | 菊花賞             | JpnI   | 18    | 8     | 16    | 5.5（02人）     | 5着  | 武豊     | 57        | 芝3000m（良） | 3.05.6 (35.6)     | 0.5       | アサクサキングス       |
|        | 12.    | 8      | 阪神   | 鳴尾記念           | GIII   | 16    | 6     | 12    | 2.8（01人）     | 8着  | 武豊     | 56        | 芝1800m（良） | 1.47.8 (33.8)     | 0.3       | ハイアーゲーム         |
| 2008.  | 4.     | 19     | 阪神   | マイラーズC        | GII    | 15    | 8     | 15    | 6.0（02人）     | 14着 | 武豊     | 58        | 芝1600m（良） | 1.35.0 (34.3)     | 1.4       | カンパニー             |
|        | 6.     | 8      | 東京   | 安田記念           | GI     | 18    | 8     | 18    | 42.3（11人）    | 10着 | 池添謙一 | 58        | 芝1600m（良） | 1.33.9 (34.3)     | 1.2       | ウオッカ               |
|        | 8.     | 3      | 小倉   | 小倉記念           | JpnIII | 15    | 2     | 3     | 4.2（02人）     | 1着  | 池添謙一 | 57        | 芝2000m（良） | 1.57.9 (34.4)     | -0.5      | （ダイシングロウ）     |
|        | 9.     | 15     | 阪神   | 朝日CC             | GIII   | 13    | 5     | 7     | 1.7（01人）     | 1着  | 池添謙一 | 57        | 芝2000m（良） | 1.58.5 (34.2)     | -0.1      | （トーホウアラン）     |
|        | 11.    | 2      | 東京   | 天皇賞（秋）       | GI     | 17    | 8     | 17    | 14.6（04人）    | 10着 | 池添謙一 | 58        | 芝2000m（良） | 1.58.0 (34.2)     | 0.8       | ウオッカ               |
|        | 12.    | 28     | 中山   | 有馬記念           | GI     | 14    | 7     | 11    | 24.1（07人）    | 4着  | 池添謙一 | 57        | 芝2500m（良） | 2.31.9 (35.9)     | 0.4       | ダイワスカーレット     |
| 2009.  | 1.     | 25     | 中山   | AJCC               | GII    | 13    | 7     | 11    | 3.2（01人）     | 8着  | 池添謙一 | 57        | 芝2200m（良） | 2.15.2 (35.8)     | 1.3       | ネヴァブション         |
|        | 3.     | 1      | 中山   | 中山記念           | GII    | 10    | 5     | 5     | 6.2（04人）     | 2着  | 池添謙一 | 57        | 芝1800m（稍） | 1.49.2 (34.2)     | 0.0       | カンパニー             |
|        | 4.     | 5      | 阪神   | 産経大阪杯         | GII    | 12    | 6     | 8     | 6.9（03人）     | 1着  | 池添謙一 | 57        | 芝2000m（良） | 1.59.7 (34.0)     | 0.0       | （ディープスカイ）     |
|        | 5.     | 3      | 京都   | 天皇賞（春）       | GI     | 18    | 6     | 12    | 8.6（05人）     | 3着  | 池添謙一 | 58        | 芝3200m（良） | 3.14.7 (34.9)     | 0.3       | マイネルキッツ         |
|        | 6.     | 28     | 阪神   | 宝塚記念           | GI     | 14    | 6     | 9     | 7.1（02人）     | 1着  | 池添謙一 | 58        | 芝2200m（良） | 2.11.3 (34.3)     | -0.3      | （サクラメガワンダー） |
|        | 9.     | 27     | 中山   | オールカマー       | GII    | 15    | 5     | 9     | 2.6（01人）     | 2着  | 池添謙一 | 59        | 芝2200m（良） | 2.11.7 (33.6)     | 0.3       | マツリダゴッホ         |
|        | 11.    | 1      | 東京   | 天皇賞（秋）       | GI     | 18    | 6     | 12    | 10.7（04人）    | 6着  | 池添謙一 | 58        | 芝2000m（良） | 1.58.0 (33.4)     | 0.8       | カンパニー             |
|        | 12.    | 27     | 中山   | 有馬記念           | GI     | 16    | 5     | 9     | 4.0（02人）     | 1着  | 池添謙一 | 57        | 芝2500m（良） | 2.30.0 (35.2)     | -0.1      | （ブエナビスタ）       |
| 2010.  | 2.     | 20     | 京都   | 京都記念           | GII    | 13    | 5     | 7     | 3.5（02人）     | 3着  | 池添謙一 | 59        | 芝2200m（良） | 2.14.7 (33.3)     | 0.3       | ブエナビスタ           |
|        | 4.     | 4      | 阪神   | 産経大阪杯         | GII    | 12    | 6     | 8     | 1.2（01人）     | 3着  | 池添謙一 | 59        | 芝2000m（良） | 1.59.6 (35.4)     | 0.1       | テイエムアンコール     |
|        | 6.     | 27     | 阪神   | 宝塚記念           | GI     | 17    | 8     | 18    | 7.8（04人）     | 4着  | 池添謙一 | 58        | 芝2200m（稍） | 2.13.3 (35.9)     | 0.3       | ナカヤマフェスタ       |
|        | 9.     | 26     | 中山   | オールカマー       | GII    | 10    | 3     | 3     | 2.4（01人）     | 2着  | 池添謙一 | 59        | 芝2200m（良） | 2.11.4 (34.5)     | 0.0       | シンゲン               |
|        | 12.    | 26     | 中山   | 有馬記念           | GI     | 15    | 6     | 12    | 12.1（04人）    | 13着 | 池添謙一 | 57        | 芝2500m（良） | 2.33.8 (34.7)     | 1.2       | ヴィクトワールピサ     |
| 2011.  | 4.     | 3      | 阪神   | 産経大阪杯         | GII    | 15    | 4     | 7     | 5.5（04人）     | 9着  | 池添謙一 | 58        | 芝2000m（良） | 1.58.9 (34.9)     | 1.1       | ヒルノダムール         |
|        | 6.     | 26     | 阪神   | 宝塚記念           | GI     | 16    | 5     | 10    | 15.6（07人）    | 10着 | 池添謙一 | 58        | 芝2200m（良） | 2.11.5 (35.4)     | 1.4       | アーネストリー         |

## エピソード
左回りのコースが苦手であった。調教師の池江泰寿は「右の腰からトモにかけて疲れが溜まりやすく、左回りで走るとそこが外側になりしんどい」としている。
元祖黄金配合と呼ばれた。

## 血統表
| ドリームジャーニーの血統                     | ドリームジャーニーの血統                                      | ドリームジャーニーの血統                | （血統表の出典）     | （血統表の出典）  |
| 父系                                         | サンデーサイレンス系                                          | サンデーサイレンス系                    | サンデーサイレンス系 | [ § 2 ]           |
| 父 ステイゴールド 1994 黒鹿毛 北海道白老町   | 父の父*サンデーサイレンス Sunday Silence 1986 青鹿毛 アメリカ | Halo                                    | Hail to Reason       | Hail to Reason    |
| 父 ステイゴールド 1994 黒鹿毛 北海道白老町   | 父の父*サンデーサイレンス Sunday Silence 1986 青鹿毛 アメリカ | Halo                                    | Cosmah               |                   |
| 父 ステイゴールド 1994 黒鹿毛 北海道白老町   | 父の父*サンデーサイレンス Sunday Silence 1986 青鹿毛 アメリカ | Wishing Well                            | Understanding        | Understanding     |
| 父 ステイゴールド 1994 黒鹿毛 北海道白老町   | 父の父*サンデーサイレンス Sunday Silence 1986 青鹿毛 アメリカ | Wishing Well                            | Mountain Flower      |                   |
| 父 ステイゴールド 1994 黒鹿毛 北海道白老町   | 父の母ゴールデンサッシュ 1988 栗毛 北海道白老町               | *ディクタス Dictus                      | Sanctus              | Sanctus           |
| 父 ステイゴールド 1994 黒鹿毛 北海道白老町   | 父の母ゴールデンサッシュ 1988 栗毛 北海道白老町               | *ディクタス Dictus                      | Dronic               |                   |
| 父 ステイゴールド 1994 黒鹿毛 北海道白老町   | 父の母ゴールデンサッシュ 1988 栗毛 北海道白老町               | ダイナサッシュ                          | *ノーザンテースト    | *ノーザンテースト |
| 父 ステイゴールド 1994 黒鹿毛 北海道白老町   | 父の母ゴールデンサッシュ 1988 栗毛 北海道白老町               | ダイナサッシュ                          | *ロイヤルサッシュ    |                   |
| 母 オリエンタルアート 1997 栗毛 北海道白老町 | 母の父メジロマックイーン 1987 芦毛 北海道浦河町               | メジロティターン                        | メジロアサマ         | メジロアサマ      |
| 母 オリエンタルアート 1997 栗毛 北海道白老町 | 母の父メジロマックイーン 1987 芦毛 北海道浦河町               | メジロティターン                        | *シェリル            |                   |
| 母 オリエンタルアート 1997 栗毛 北海道白老町 | 母の父メジロマックイーン 1987 芦毛 北海道浦河町               | メジロオーロラ                          | *リマンド            | *リマンド         |
| 母 オリエンタルアート 1997 栗毛 北海道白老町 | 母の父メジロマックイーン 1987 芦毛 北海道浦河町               | メジロオーロラ                          | メジロアイリス       |                   |
| 母 オリエンタルアート 1997 栗毛 北海道白老町 | 母の母エレクトロアート 1986 栗毛 北海道早来町                 | *ノーザンテースト Northern Taste        | Northern Dancer      | Northern Dancer   |
| 母 オリエンタルアート 1997 栗毛 北海道白老町 | 母の母エレクトロアート 1986 栗毛 北海道早来町                 | *ノーザンテースト Northern Taste        | Lady Victoria        |                   |
| 母 オリエンタルアート 1997 栗毛 北海道白老町 | 母の母エレクトロアート 1986 栗毛 北海道早来町                 | *グランマスティーヴンス Grandma Stevens | Lt. Stevens          | Lt. Stevens       |
| 母 オリエンタルアート 1997 栗毛 北海道白老町 | 母の母エレクトロアート 1986 栗毛 北海道早来町                 | *グランマスティーヴンス Grandma Stevens | Dhow                 |                   |
| 母系(F-No.)                                  | (FN:8-c)                                                      | (FN:8-c)                                | (FN:8-c)             | [ § 3 ]           |
| 5代内の近親交配                              | ノーザンテースト 4×3                                          | ノーザンテースト 4×3                    | ノーザンテースト 4×3 | [ § 4 ]           |
| 出典                                         | 1. 2. 3. 4.                                                   | 1. 2. 3. 4.                             | 1. 2. 3. 4.          | 1. 2. 3. 4.       |

### 主な近親
- 全弟にオルフェーヴル（クラシック三冠（史上7頭目）、有馬記念2回、宝塚記念など）
- このほか半妹にアルスノヴァ（2005年生、父・ダンスインザダーク、3戦2勝）にグッドルッキング（2006年生、父・クロフネ）、半弟にジャポニズム（2007年生、父・ネオユニヴァース）がいる。
- 4代母Dhowからの牝系に目立った実績のある馬は出ていないが、6代母Dynamoまで遡ると、そこから広がる牝系には以下の馬が輩出している。
  - High Voltage（CCAオークスなど、米最優秀2歳牝馬、米最優秀3歳牝馬）
  - Bold Commander（種牡馬）
  - Majestic Light（マンノウォーステークスなど、種牡馬）
  - Impressive（サラトガスペシャルステークス）
  - Reverence（ナンソープステークスなど）
  - ステューペンダス（ホイットニーステークスなど、種牡馬として日本に輸入された）
  - シーズコマンド（種牡馬として日本に輸入された）
  - シンコウスプレンダ（京成杯オータムハンデキャップ、エルムステークス）